# Adicella hakopi
Adicella hakopi là một loài Trichoptera trong họ Leptoceridae. Chúng phân bố ở miền Cổ bắc.